# مطار تومتشوك تانغوانغتشنغ
مطار تومتشوك تانغوانغتشنغ (بالصينية: 图木舒克唐王城机场) مطار عام يقع بمدينة تومتشوك في شينجيانغ في الصين. يقع على بعد 15 كيلومترًا (9.3 ميل) من وسط المدينة، ويخدم أيضًا مقاطعات Maralbexi وKalpin القريبة.

## التاريخ
حصل المطار على موافقة من مجلس الدولة الصيني واللجنة العسكرية المركزية في يناير 2014. بدأ البناء رسميًا في 12 مارس 2016، باستثمارات إجمالية قدرها 631 مليون يوان، وافتتح المطار في 26 ديسمبر 2018 برحلة افتتاحية لخطوط جنوب الصين الجوية من أورومتشي. وهو ثاني مطار تم بناؤه وإدارته من قبل شينجيانغ للإنتاج والبناء، والمطار المدني الحادي والعشرين في شينجيانغ.

## شركات الطيران والوجهات
| شركـات طيـران          | الوجهات                                                |
| ---------------------- | ------------------------------------------------------ |
| خطوط شرق الصين الجوية  | مطار لانتشو تشونغ تشوان                                |
| طيران الصين اكسبرس     | مطار أقسو هونغكيبو، مطار كاراماي                       |
| خطوط جنوب الصين الجوية | مطار أورومتشي ديوبو الدولي                             |
| طيران لونج             | مطار تشنغدو تيانفو الدولي، مطار هانغتشو شياوشان الدولي |

## وصلات خارجية
- http://www.flightstats.com/go/Airport/airportDetails.do?airportCode=